# Marcantonio Trevisani
Marcantonio Trevisani (Porto Recanati, 26 luglio 1948 – Civitanova Marche, 28 gennaio 2025) è stato un ammiraglio italiano.

## Biografia
L'Ammiraglio di Squadra Marcantonio Trevisani frequenta l'Accademia Navale di Livorno e viene nominato Guardiamarina nel 1970. Diventa ufficiale superiore nel 1981, Capitano di Vascello nel 1991, Contrammiraglio nel 1997 e raggiunge il grado vertice nel 2006.
Dopo una significativa esperienza sui sottomarini, dal 1987 al 1988 prende parte ad una missione internazionale nel Sinai. Quindi alterna il comando di unità di sommergibili con incarichi di Stato Maggiore.
Nel 2002 è impiegato quale Direttore Coadiutore dell'Istituto alti studi della difesa presso il Centro Alti Studi per la Difesa in Palazzo Salviati a Roma. Dal 2006 al  2008 ricopre il prestigioso incarico di Comandante in Capo del Dipartimento Militare Marittimo dell'Adriatico in Ancona.
Appartiene ad antica e nobile famiglia marchigiana di origine veneziana imparentata con la famiglia Imperiale dei Bonaparte, per tramite di un matrimonio contratto fra Paolina Bonaparte, figlia di Gerolamo Bonaparte (Re di Vestfalia) fratello di Napoleone Bonaparte (Imperatore dei Francesi) e il Marchese Giuseppe Ignazio Trevisani (Senatore del Regno d'Italia): è marchese di San Filippo, Francavilla d'Ete e patrizio di Fermo  .
Dal 30 giugno 2008 ha assunto l'alta carica di Presidente del Centro alti studi per la difesa.

## Corsi frequentati
Nel corso della carriera ha frequentato corsi di alta specializzazione e qualificazione tra cui si possono ricordare quello Superiore di Stato Maggiore, la 66ª Sessione Nato Defense College, la
48ª Sessione I.A.S.D. nonché il corso per General & Flag Officers Course 2001 presso Nato Defense College di Roma.